# Forst Schwarzenbach am Wald
Forst Schwarzenbach am Wald är ett kommunfritt område i Landkreis Hof i Regierungsbezirk Oberfranken i förbundslandet Bayern i Tyskland.